# Râul Bivolari
Râul Bivolari este un afluent al râului Olt. 